# Pocilloporidae
Pocilloporidae  is een familie van neteldieren uit de klasse van de Anthozoa (bloemdieren). 

## Geslachten
- Pocillopora Lamarck, 1816
- Seriatopora Lamarck, 1816
- Stylophora Schweigger, 1820